# Robert Tinoco
Robert Tinoco est un pilote motocycliste français né le 15 septembre 1907 à Paris où il est mort le 2 avril 1971.
Il remporte le Bol d'or moto à l'Autodrome de Linas-Montlhéry en 1938 ainsi que la catégorie side-car avec une Harley-Davidson 1 000 cm3, alors qu'un très violent orage s'est produit durant la nuit. La saison suivante il gagne encore la catégorie 250 cm3, sur une Terrot (5e du classement général).